# BelAZ 75710
BelAZ 75710 je ultra težki dumper tovornjak beloruskega proizvajalca BelAZ. S kapaciteto 450 ton največji dumper tovornjak na svetu.
BelAz 75710 ima dve osi, vsaka os ima 4 kolesa - skupaj 8 koles velikosti 59/80 R63 tyres. Obračalni radij je 20 metrov. 
Teža praznega tovornjaka je 360 ton. Gros teža je 810 ton. Dolžina je 20,6 metrov, visok je 8,16 metra in šriok 9,87 metra. 
Dva 65-litrska 16-valjna dizelska motorja, vsak s 2300 konjskimi močmi poganjata električnega generatorje. Elektrika potem poganja električne trakcijske motorje. Specifična poraba goriva je 198 g/kWh. Maksimalna hitrost je 64 km/h.